# هستوريا أوغوستا
هستوريا أوغوستا هو كتاب تجميعي لقصص الأباطرة الرومان من سنة 117 إلى سنة 284، كتب في فترة حكم دقلديانوس وقسطنطين. ركز معظم محتواها على حياة الأباطرة وطريقة حكمهم. لا يعرف من هو كاتب الكتاب، لكن يُعتقد أنه أشرف عليه عدة كتاب تابعين للبلاط الامبراطوري.